# Arguel (Doubs)
Arguel és un municipi francès situat al departament del Doubs i a la regió de Borgonya - Franc Comtat. L'any 2007 tenia 246 habitants.

## Demografia

### Població
El 2007 la població de fet d'Arguel era de 246 persones. Hi havia 102 famílies de les quals 20 eren unipersonals (8 homes vivint sols i 12 dones vivint soles), 43 parelles sense fills i 39 parelles amb fills.
La població ha evolucionat segons el següent gràfic:
Habitants censats

### Habitatges
El 2007 hi havia 102 habitatges, 99 eren l'habitatge principal de la família, 1 era una segona residència i 2 estaven desocupats. 95 eren cases i 7 eren apartaments. Dels 99 habitatges principals, 89 estaven ocupats pels seus propietaris i 10 estaven llogats i ocupats pels llogaters; 1 tenia una cambra, 3 en tenien dues, 4 en tenien tres, 14 en tenien quatre i 77 en tenien cinc o més. 91 habitatges disposaven pel capbaix d'una plaça de pàrquing. A 29 habitatges hi havia un automòbil i a 65 n'hi havia dos o més.

### Piràmide de població
La piràmide de població per edats i sexe el 2009 era:
| Homes | Edats   | Dones |
| ----- | ------- | ----- |
| 0     | 95 o +  | 0     |
| 0     | 90 a 94 | 0     |
| 0     | 85 a 89 | 1     |
| 0     | 80 a 84 | 0     |
| 4     | 75 a 79 | 4     |
| 1     | 70 a 74 | 1     |
| 8     | 65 a 69 | 7     |
| 6     | 60 a 64 | 6     |
| 9     | 55 a 59 | 7     |
| 12    | 50 a 54 | 19    |
| 14    | 45 a 49 | 6     |
| 4     | 40 a 44 | 7     |
| 7     | 35 a 39 | 4     |
| 8     | 30 a 34 | 6     |
| 6     | 25 a 29 | 5     |
| 9     | 20 a 24 | 8     |
| 9     | 15 a 19 | 10    |
| 5     | 10 a 14 | 9     |
| 2     | 5 a 9   | 7     |
| 4     | 0 a 4   | 3     |

## Economia
El 2007 la població en edat de treballar era de 155 persones, 111 eren actives i 44 eren inactives. De les 111 persones actives 108 estaven ocupades (57 homes i 51 dones) i 3 estaven aturades (2 homes i 1 dona). De les 44 persones inactives 28 estaven jubilades, 9 estaven estudiant i 7 estaven classificades com a «altres inactius».

### Ingressos
El 2009 a Arguel hi havia 94 unitats fiscals que integraven 255,5 persones, la mediana anual d'ingressos fiscals per persona era de 22.201 €.

### Activitats econòmiques
Dels 7 establiments que hi havia el 2007, 2 eren d'empreses extractives, 1 d'una empresa de fabricació d'altres productes industrials, 2 d'empreses de construcció, 1 d'una entitat de l'administració pública i 1 d'una empresa classificada com a «altres activitats de serveis».
Dels 2 establiments de servei als particulars que hi havia el 2009, 1 era una lampisteria i 1 empresa de construcció.
L'any 2000 a Arguel hi havia 6 explotacions agrícoles.

## Poblacions més properes
El següent diagrama mostra les poblacions més properes.